# Schiltern und Kronsegg

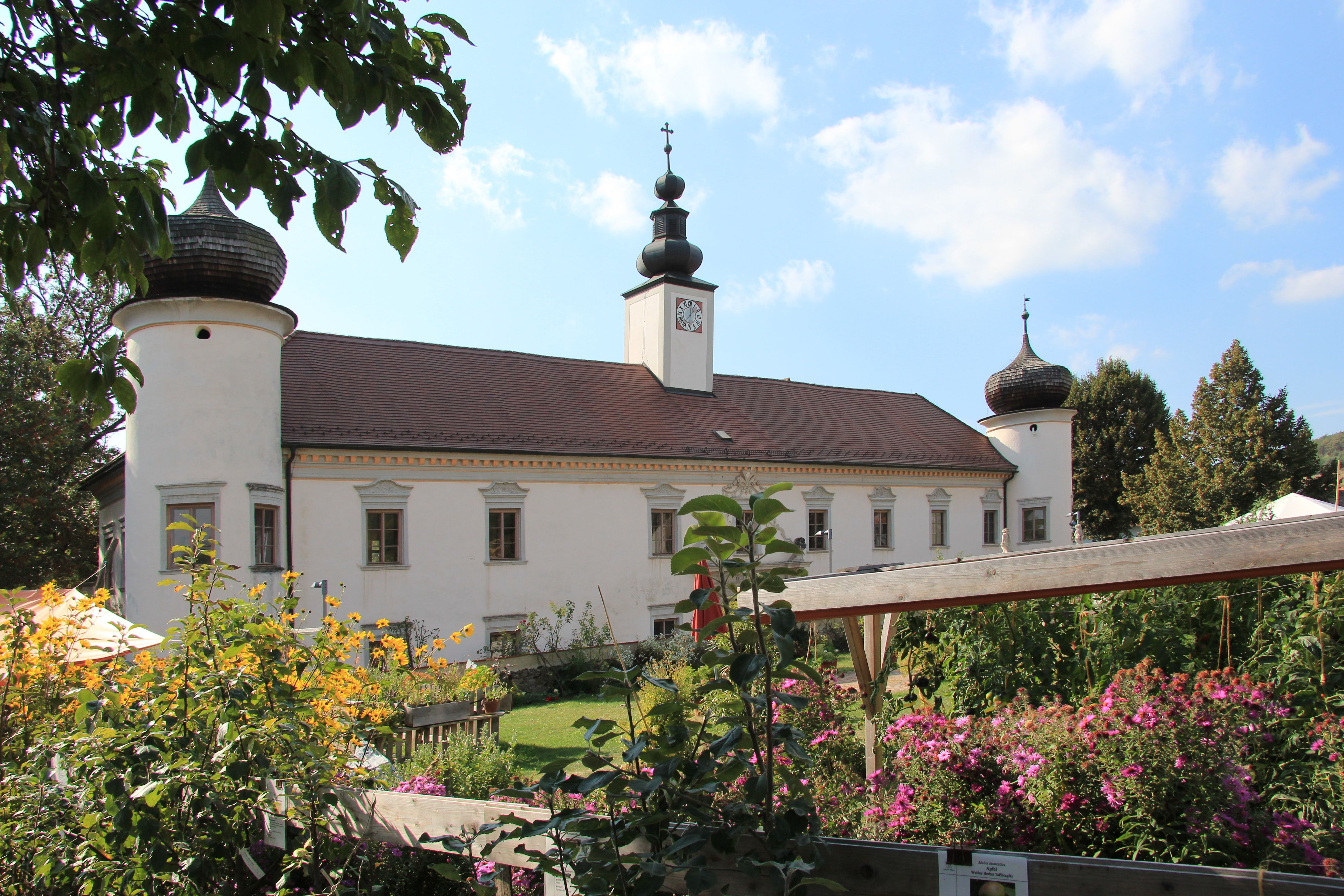
Schloss Schiltern, Sitz der Verwaltung (2011)

Die Herrschaft Schiltern und Kronsegg war eine Grundherrschaft im Viertel ober dem Manhartsberg im Erzherzogtum Österreich unter der Enns, dem heutigen Niederösterreich.

## Ausdehnung
Die Herrschaft umfasste zuletzt die Ortsobrigkeit über Schiltern, Kronsegg, Mittelberg, Oberreuth, Unterreith. Der Sitz der Verwaltung befand sich im Schloss Schiltern.

## Geschichte
Der letzte Inhaber der Allodialherrschaft war Anton Graf von Fuchs, der die Herrschaft nach den Reformen 1848/1849 auflöste.